# Кропивенське родовище апатит-ільменіт-титаномагнетитових руд
Кропивенське родовище апатит-ільменіт-титаномагнетитових руд — у Житомирській області. Родовище розташовується в центральній частині Хорошівського масиву і витягнуто в північно-східному і північному напрямках на відстань 1,5 км при ширині 0,8 км.
У плані родовище має форму овальної лінзи максимальної потужності близько 350 м. Рудне тіло характеризується зональною будовою з такою послідовною зміною порід (від периферії до центру): калішпатизовані габроанортозити, андезиніти, лейкотроктоліти і габро, рудні олівінові габро, рудні олівінові піроксеніти і плагіоклазові перидотити.
За даними хімічного аналізу, концентрація діоксиду титану в рудних габроїдах досягає 7,84 %, а пентаоксиду фосфору — 3,17 %. Супутніми компонентами є ванадій та скандій.
Запаси Кропивенського родовища 430 млн тонн.